# 耀灵镇
耀灵乡，是中华人民共和国重庆市云阳县下辖的一个乡镇级行政单位。

## 行政区划
耀灵乡下辖以下地区：
大兴社区、柏木村、鸣凤村和协力村。